# Ábaco

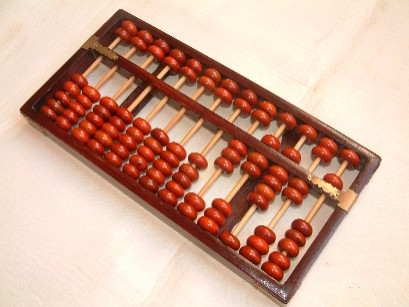
Ábaco chino

El ábaco es un instrumento de cálculo de hace 5000 años que sirve para efectuar operaciones aritméticas sencillas (sumas, restas, multiplicaciones y  divisiones) y otras más complejas (como calcular raíces). Consiste en un cuadro de madera con barras paralelas por las que corren bolas movibles de madera u otro material de fortaleza dura, útil también para enseñar estos cálculos elementales.

## Etimología
El vocablo «ábaco» es una palabra existente en varios idiomas, con diversos posibles orígenes etimológicos discutidos. En latín se empleaban los términos abăcus y el plural respectivo, abaci. En la lengua griega se usaba ἄβαξ (abax) o ἄβακoς (abakos), que significan «superficie plana» o «tabla». Otro probable origen es la palabra fenicia de origen hebreo אבק que en su significado moderno (pronunciada ʾābāq) significa «polvo», aunque en hebreo bíblico era usada para referirse a «granos». En la lengua Tamazigt (bereber) aún hoy en algunos dialectos ʾābāq significa semilla.
Las semillas, junto a pequeñas varillas y los guijarros o piedras, denominadas «calculi» en latín y que se empleaban para calcular en el ábaco, fueron los primeros elementos empleados para realizar el cómputo en la historia de la humanidad.
Equivalentes del vocablo «ábaco» en otros idiomas: en chino es Suan Pan, en japonés es Soroban, en coreano Tschu Pan, en vietnamita Ban Tuan o Ban Tien, en hebreo Jeshboniá, en ruso Schoty, en turco Coulba , en armenio Choreb y en náhuatl es nepohualtzintzin.

## Definición
Es un instrumento de cálculo que utiliza cuentas que se deslizan a lo largo de una serie de alambres o barras de metal o madera fijadas a un marco para representar las unidades, decenas, centenas, unidades de millar, decenas de millar, centenas de millar, etcétera. Fue inventado en Asia Menor, y es considerado el precursor de la calculadora digital moderna. Utilizado por mercaderes en la Edad Media a través de toda Europa y el mundo árabe, fue reemplazado en forma gradual por la aritmética basada en los números indo-árabes. Aunque poco usado en Europa después del siglo XVIII, todavía se emplea en Medio Oriente, Rusia, China, Japón y Corea.

## Origen
El ábaco es considerado como el más antiguo instrumento de cálculo, adaptado y apreciado en diversas culturas. La época de origen del ábaco está comprendida entre el 1000 a. C. y el 500 a. C. En épocas muy tempranas, el hombre primitivo encontró materiales para idear instrumentos de conteo. Es probable que su inicio fuera en una superficie plana y piedras que se movían sobre líneas dibujadas con polvo. Hoy en día se tiende a pensar que el origen del ábaco se encuentra en China, donde el uso de este instrumento aún es notable, al igual que en Japón. Otras opiniones sostienen que el ábaco nació en el Sahara donde los antecesores del actual ábaco eran dameros rayados en la arena o en las rocas, usados tanto para realizar cálculos aritméticos como para jugar a diversos juegos tradicionales de inteligencia, que en el Sahara y en las islas Canarias son muy frecuentes. 
Como gran parte de la aritmética inicialmente se realizaba con el ábaco, este término ha pasado a ser sinónimo de aritmética. Dicha denominación se encuentra en el texto Liber abaci, del matemático italiano Leonardo de Pisa Fibbonacci, publicado en dos ediciones de 1202 y 1229, que trata del uso de los números indo-arábigos. La copia que ha visto la luz en la actualidad corresponde a la edición de 1228.

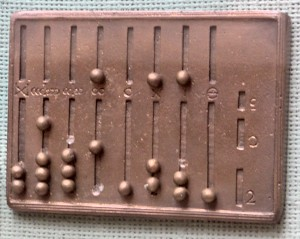
Ábaco romano, Reconstrucción hecha por el RGZ Museum en Maguncia, 1977. El original es de bronce y se encuentra en la Biblioteca Nacional de Francia, en París.

Muchas culturas han usado el ábaco o el tablero de conteo, aunque en las culturas europeas desapareció al disponerse de otros métodos para hacer cálculos, hasta tal punto que fue imposible encontrar rastro de su técnica de uso. 
Las evidencias del uso del ábaco surgen en comentarios de los antiguos escritores griegos. Por ejemplo, Demóstenes (384-322 a. C.) escribió acerca de la necesidad del uso de piedras para realizar cálculos difíciles de efectuar mentalmente. Otro ejemplo son los métodos de cálculo encontrados en los comentarios de Heródoto (484-425 a. C.), que hablando de los egipcios decía: «Los egipcios mueven su mano de derecha a izquierda en los cálculos, mientras los griegos lo hacen de izquierda a derecha».
Algunas de las evidencias físicas de la existencia del ábaco se encontraron en épocas antiguas de los griegos en las excavaciones arqueológicas. En 1851 se encontró una gran crátera de 130 centímetros de altura, a la que se denominó Vaso de Darío   y entre cuyos dibujos aparece una figura representando un contador que realiza cálculos manipulando cuentas. La segunda muestra arqueológica es un auténtico tablero de conteo encontrado en 1846 en la isla de Salamis; el tablero de Salamis, probablemente usado en Babilonia 300 a. C., es una gran pieza de mármol de 149 cm de largo por 75 cm de ancho, con inscripciones que se refieren a ciertos tipos de monedas de la época; este tablero está roto en dos partes. Por otra parte, se sabe que los romanos empleaban su ábaco con piedras caliza o de mármol para las cuentas a las que denominaron calculi lo cual es la raíz de la palabra cálculo.

### En Europa
En el siglo XIII se estandarizó una mesa de ábaco en China, consistiendo en una mesa cubierta de paño en la que se dibujaban unas líneas con tiza o tinta. Existieron dos intentos por reemplazar la mesa de ábaco a otros más modernos. El primero fue ideado por el filósofo romano Boecio, quien escribió un libro sobre geometría dedicando un capítulo al uso del ábaco, describió cómo en lugar de emplear cuentas se podía representar el número con solo una cuenta que tuviese los dígitos del 1 al 9 marcados. El segundo intento fue realizado por el monje Gerbert de Avrillac (945-1003), quien fue papa con el nombre de Silvestre II. Gerbert tomó ideas del libro de Boecio, y describió el uso de una nueva forma de ábaco. Ninguno de estos dos ábacos fue popular.

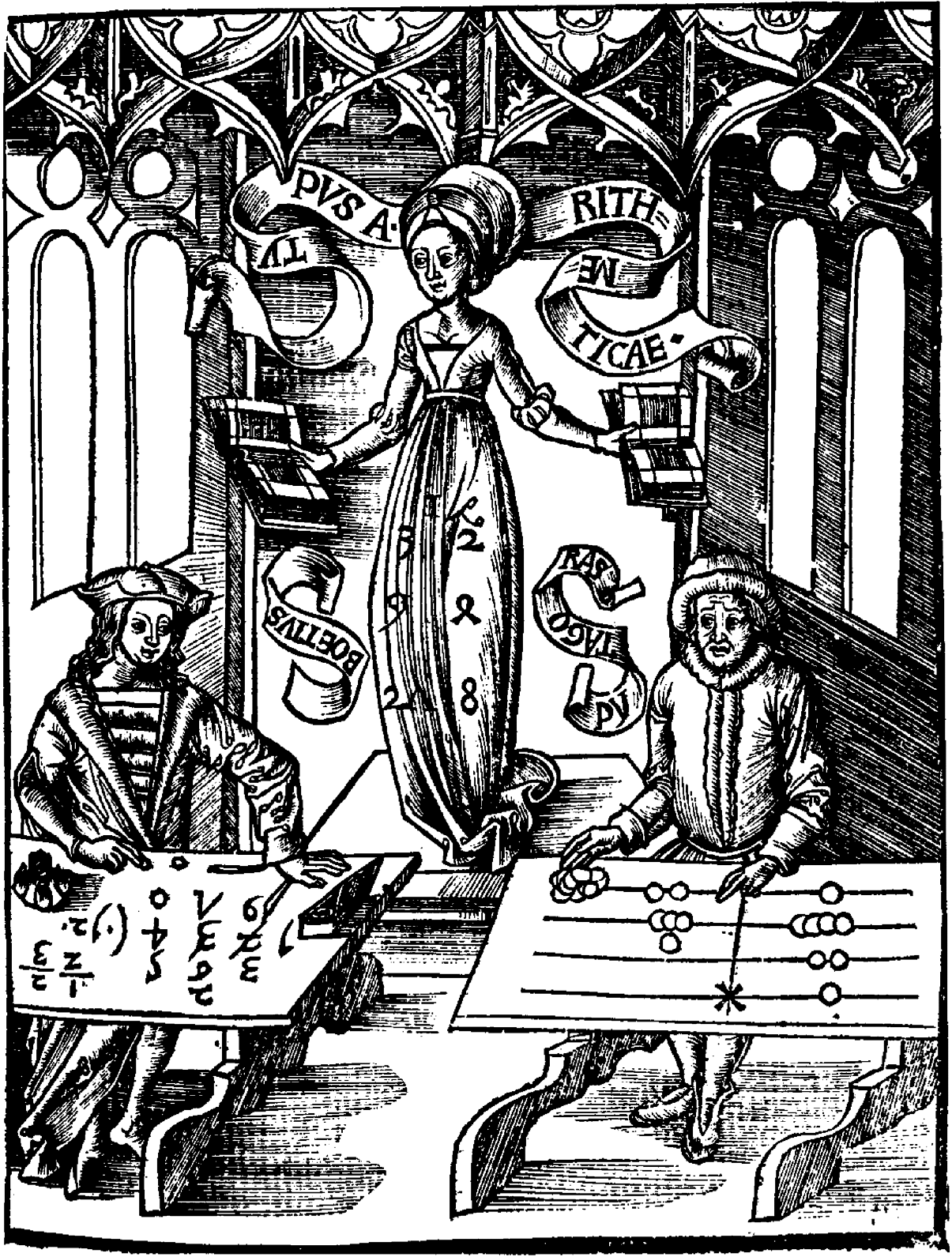
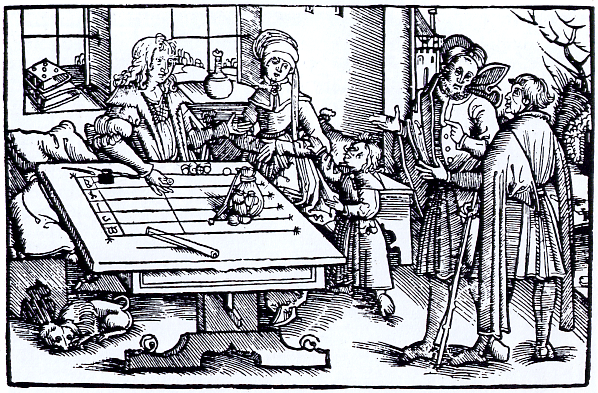
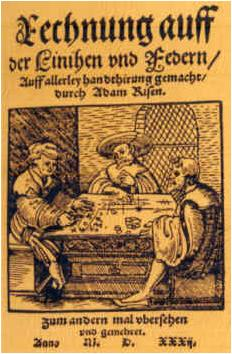
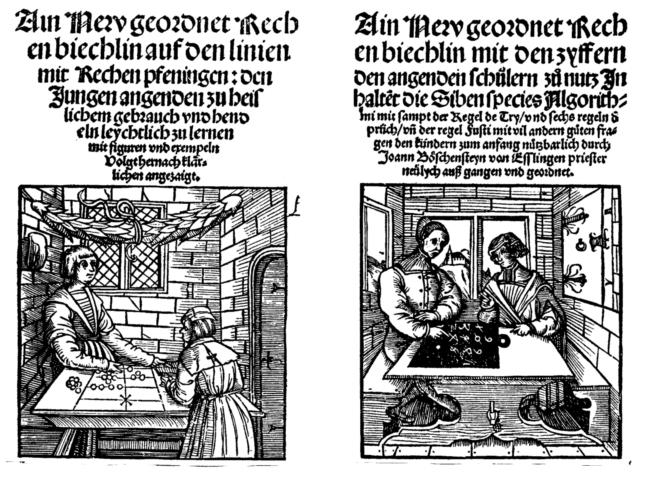
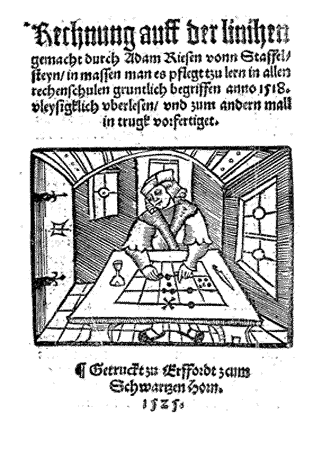
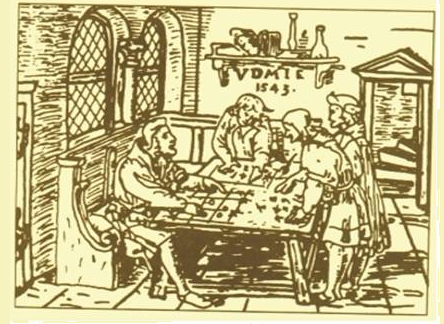
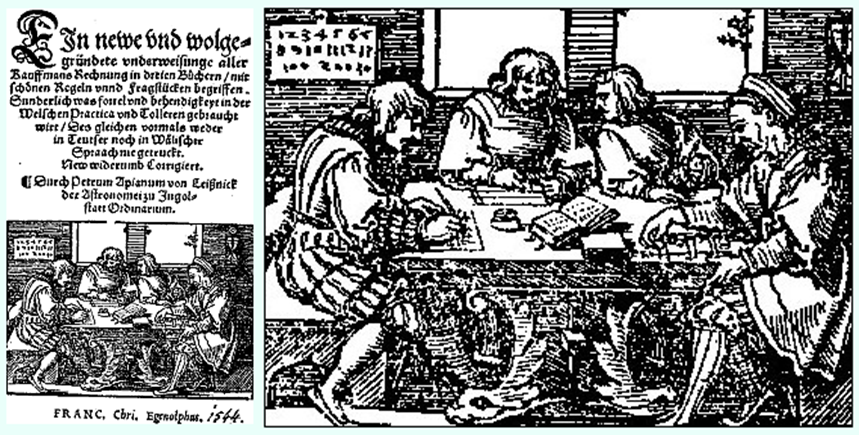
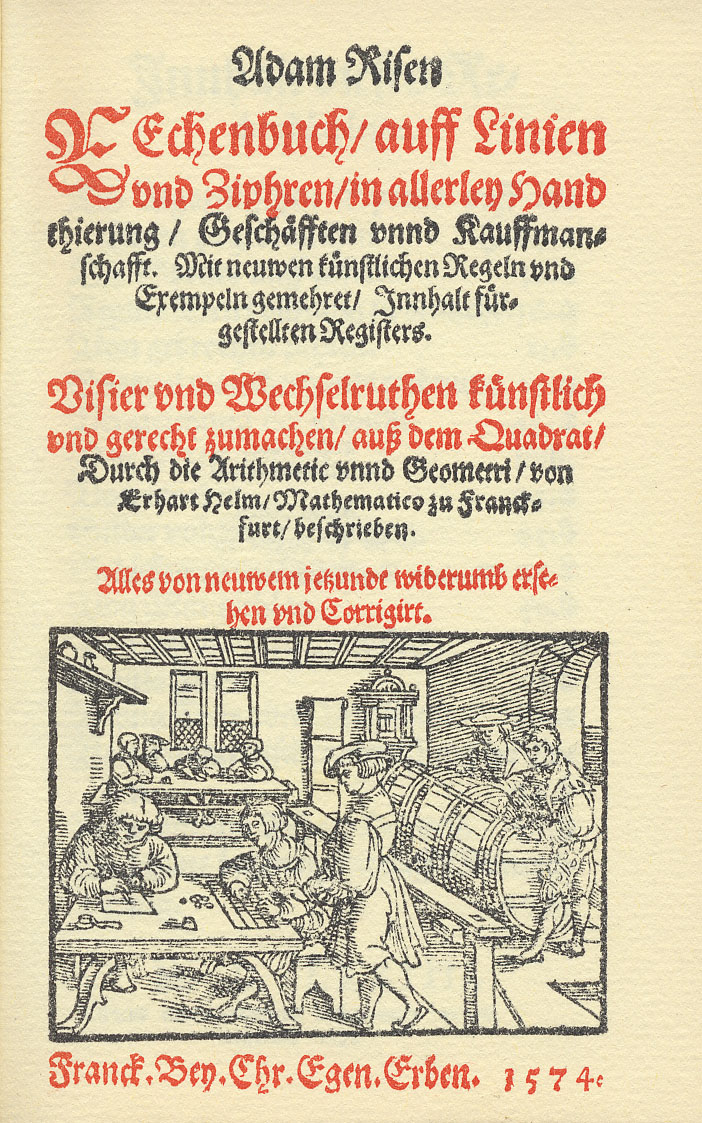

La mesa de ábaco fue usada extensamente en Bretaña. El libro The Ground of Arts escrito por Robert Recorde (1510-1558) en 1542, muestra claramente el método aritmético para utilizar la mesa de ábaco. Sin embargo, a medida que los numerales indo-arábigos aparecieron en Europa, el uso de la mesa de ábaco desapareció por completo, tanto es así que cuando los soldados de Napoleón invadieron Rusia en 1812, trajeron ábacos como trofeos o recuerdos del país.

#### Rusia
El ábaco ruso, el schëty (Счёты), normalmente tiene una cubierta inclinada única, con diez grandes por cada alambre, excepto un alambre que tiene cuatro grandes, para fracciones de cuarto de rublo (este alambre es normalmente cerca del usuario). Los modelos más antiguos tienen otro alambre de 4 grandes para cuartos de kopek, que se acuñó hasta 1916. El ábaco ruso utiliza a menudo verticalmente, con los alambres de izquierda a derecha a la manera de un libro. Normalmente los alambres se doblan con un bulto hacia arriba en el centro, para que los grandes tiendan a desplazarse hacia cualquiera de los dos lados. Se pone a cero cuando todos los grandes están hacia la derecha. Durante la manipulación, los granos se mueven hacia la izquierda. Para facilitar la visualización, los 2 grandes medios cada alambre (el 5º y el 6º grado) normalmente son de un color diferente de los otros ocho grandes. Del mismo modo, el grano izquierdo del alambre de miles (y el alambre de un millón, si es que está presente) puede tener un color diferente.

### En Asia

#### China
En otras partes del mundo se encuentra China, la primera evidencia del inicio del ábaco chino que se descubrió fueron cuentas de cerámica hechas en el occidente de la dinastía Zhou con más de 3000 años. Respecto a los materiales históricos a la mano, el libro que registra el comienzo del cálculo con un ábaco se llama Crónica Aritmética escrito por Xu Yue en el oriente de la dinastía Han (206 a. C.-220 d. C.), hace 2000 años. Esto indica que el ábaco tenía una cuenta en la parte superior y cuatro en el inferior.
Los ábacos de la forma moderna existieron en la dinastía Song (960 d. C.-1279 d. C.) el cual puede ser verificado por algún material de evidencia, por ejemplo, en una pintura de Wang Xhenpeng, esta es la evidencia que muestra el uso extenso entre la gente del sur de la dinastía Song.

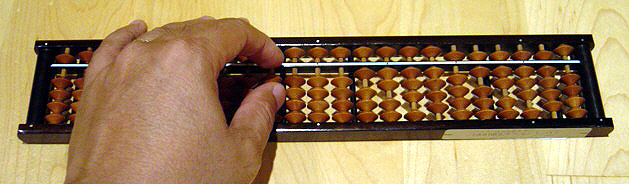
Soroban, ábaco japonés.

En China es muy popular el ábaco conocido como Suanpan. Durante la dinastía (mongol) Yuan (1279-1368) los ábacos tuvieron una etapa donde se fueron popularizando paulatinamente en todo el país, posteriormente entró en la etapa en la que su uso ya era algo común a mediados de la dinastía Ming (1368-1644) y la técnica de uso pasó a ser un sistema algorítmico completo. Un libro escrito por Wu Ching-Hsin-Min en 1450, tiene descripciones acerca del ábaco, así como un gran número de libros publicados a finales de la dinastía Ming, que aseguran el hecho que el ábaco entró en el uso popular. Existen dos trabajos representativos en el cálculo del ábaco en la dinastía Ming. Uno fue de Wang Wensu, Principios matemáticos (1524), y el otro es de Cheng Dawei, Reglas generales del método de conteo (1592), los cuales plantearon un mayor papel en extender el uso del ábaco. Durante el periodo de la dinastía Ming, el ábaco chino se propagó hacia Corea en el 1400 y en el Japón en el 1600, así como al sureste de Asia.

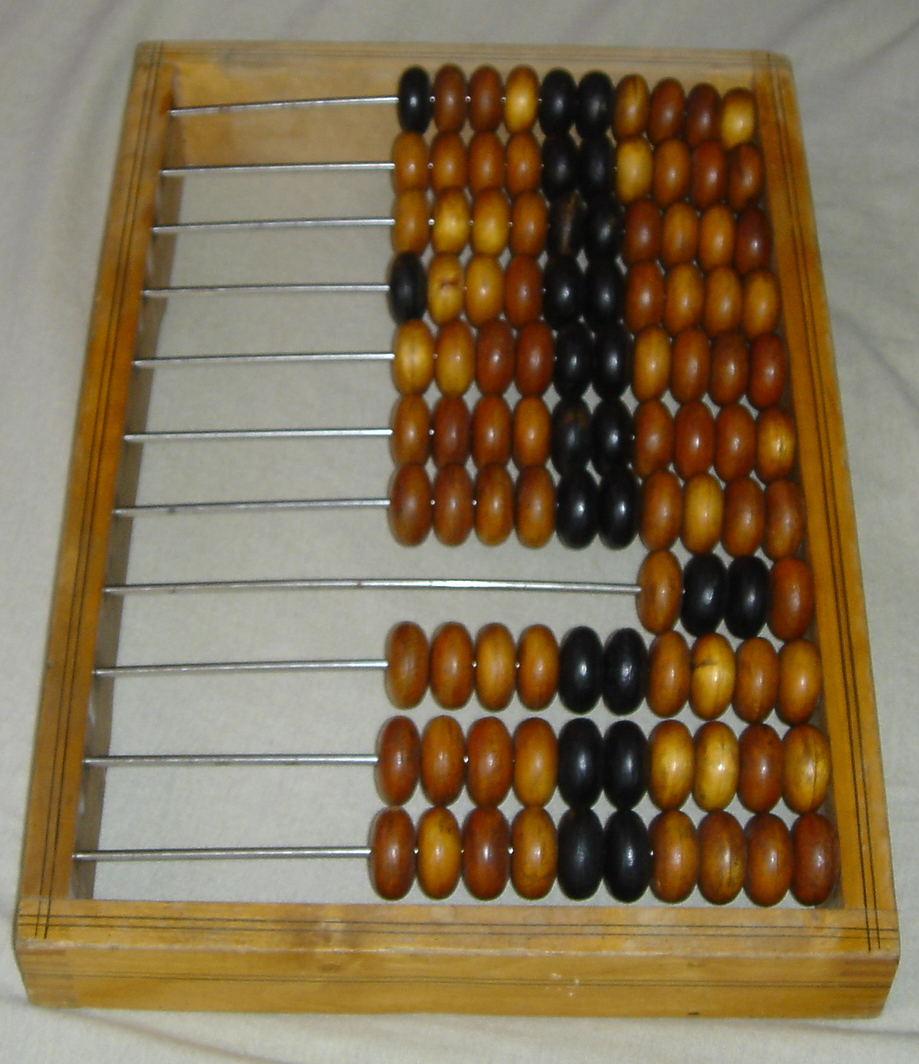
Ábaco ruso

Durante la dinastía Ming había un solo tipo de ábaco en China, con una cuenta en la parte superior y cinco en la parte inferior. Uno de ellos fue encontrado en la tumba de Lu Weizhen (1543-1610). Tras la dinastía Qing (1644-1912), el ábaco contó con dos cuentas en la parte superior y cinco en la parte inferior, siendo este modelo extensamente usado hasta la actualidad, mientras que el ábaco japonés (Sorobán) se diseñó empleando una cuenta en la parte superior (cielo) y cuatro en la parte inferior (tierra).
A finales de la Edad Moderna los mongoles propagaron el uso del ábaco, que provenía de los chinos y los tártaros, en Rusia.

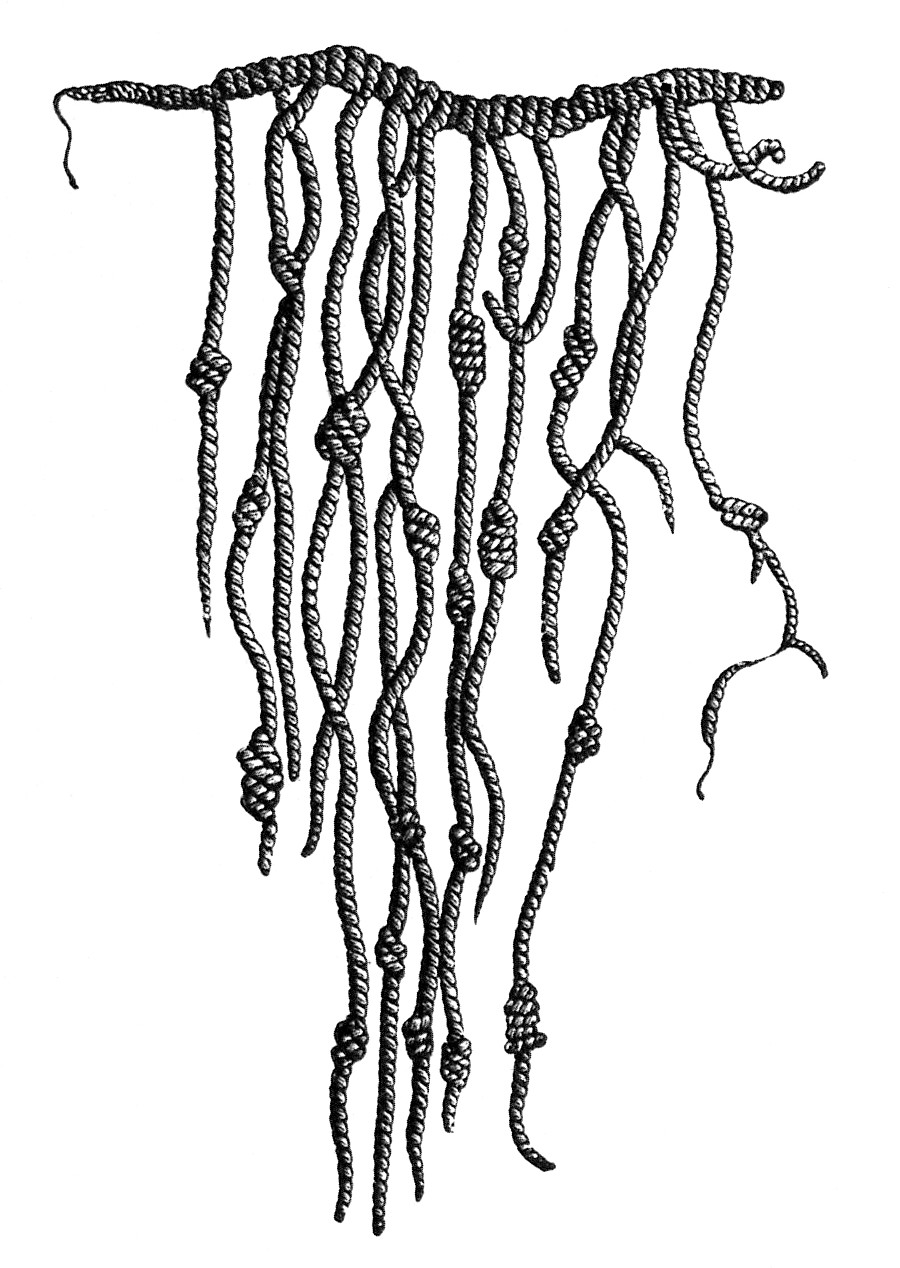
Quipu

### En América
El imperio incaico utilizó otra modalidad de ábacos formados por cuerdas anudadas de diversas maneras según la cantidad o el mensaje que se quisiera transmitir. Recibían el nombre de quipus (ver imagen) y llegaron a constituir un medio de comunicación muy desarrollado mediante el cual las noticias de una a otra punta del imperio se transmitían a una gran velocidad. También los mesoamericanos mexicas, con la invención del nepohualtzintzin, que es un ábaco utilizado para realizar operaciones aritméticas de manera rápida. El dispositivo, fabricado con madera, hilos y granos de maíz, también es conocido como «computadora azteca». El uso de este dispositivo cayó en el desuso después de la conquista de México en 1521.

## El ábaco en la actualidad
Un hecho muy sorprendente que demuestra la potencia del ábaco fue el ocurrido el 12 de noviembre de 1946 en una competición entre el japonés Kiyoshi Matsuzaki del Ministerio Japonés de comunicaciones que utilizó un ábaco japonés y el estadounidense Thomas Nathan Wood de la armada de ocupación de Estados Unidos con una calculadora electromecánica. Esta prueba fue llevada a cabo en Tokio, bajo patrocinio del periódico del ejército estadounidense (U.S. Army), Stars and Stripes y Matsuzaki utilizando el ábaco japonés resultó vencedor en cuatro de las cinco pruebas, perdiendo en la prueba con operaciones de multiplicación. 
El 13 de noviembre de 1996, los científicos María Teresa Cuberes, James K. Gimzewski y Reto R. Schlittler del laboratorio de IBM de Suiza de la división de investigación, construyeron un ábaco que utiliza como cuentas moléculas cuyo tamaño es inferior a la millonésima parte del milímetro. El «dedo» que mueve las cuentas moleculares es un microscopio de efecto túnel.